# Cronenberg (Wuppertal)
Cronenberg is een ortsteil in het zuiden van Wuppertal in de Duitse deelstaat Noordrijn-Westfalen. In 1929 fuseerde Cronenberg samen met enkele andere plaatsen tot de gemeente Barmen-Elberfeld die in 1930 de naam Wuppertal aannam.